# ウィリアム・ブリムナー
ウィリアム・ブリムナー（William Brymner、1855年12月14日 - 1925年6月18日）はスコットランド生まれのカナダの画家である。

## 略歴
スコットランドのグリーノックで生まれた。1857年に家族とカナダに移民し、ケベック州のメルボルンで暮らした後、1864年にモントリオールに移った。1864年からケベックの学校でフランス語を学んだ後、1878年にフランスのパリに渡り、私立の美術学校、アカデミー・ジュリアンに入学し、ウィリアム・アドルフ・ブグローやトニ・ロベール＝フルーリーに学んだ。
1880年冬にカナダに帰国し、オタワの美術学校で教えた。1881年、1883年にも短期間パリを訪れた。1885年にケベック州のベー・サン・ポール(Baie-Saint-Paul) に移った。1886年からはモントリオールに移り、1886年から1921年の間、モントリオールの美術団体(Art Association of Montreal、後にモントリオール美術館となる)の絵画教室で教えた。教えた学生にはクラランス・ガニョン(1881-1942)、A・Y・ジャクソン(A. Y. Jackson:1882-1974)、エドウィン・ホルゲート(Edwin Holgate:1892-1977)、ヘレン・マクニコル(1879–1915)、プルーデンス・ヒュアード(1896-1947)らがいる。団体のギャラリーの拡充にも貢献し、モントリオール美術館の収蔵品の基礎を築いた。
画家としてはカナダの風景やカナダ人の生活などを描いた。
1883年にカナダ王立美術アカデミー(the Royal Canadian Academy of Arts )の会員に選ばれ、1907年から副会長を務め、1909年に会長になった。1916年に聖マイケル・聖ジョージ勲章を受勲した。1925年にイギリスで亡くなった。

## 作品

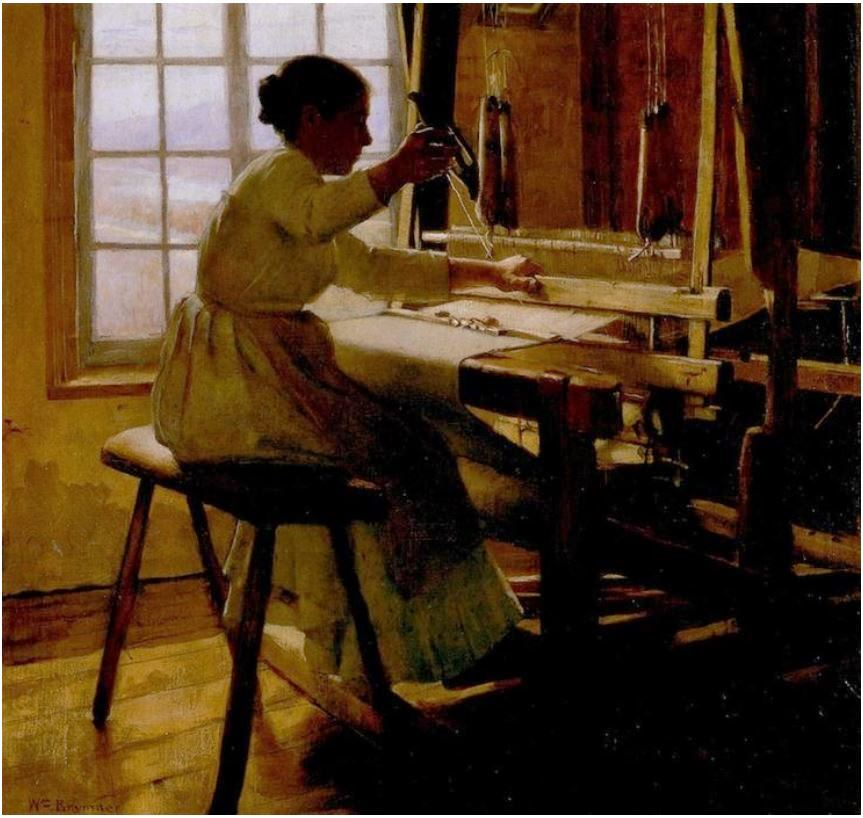
「機織り」(1885)
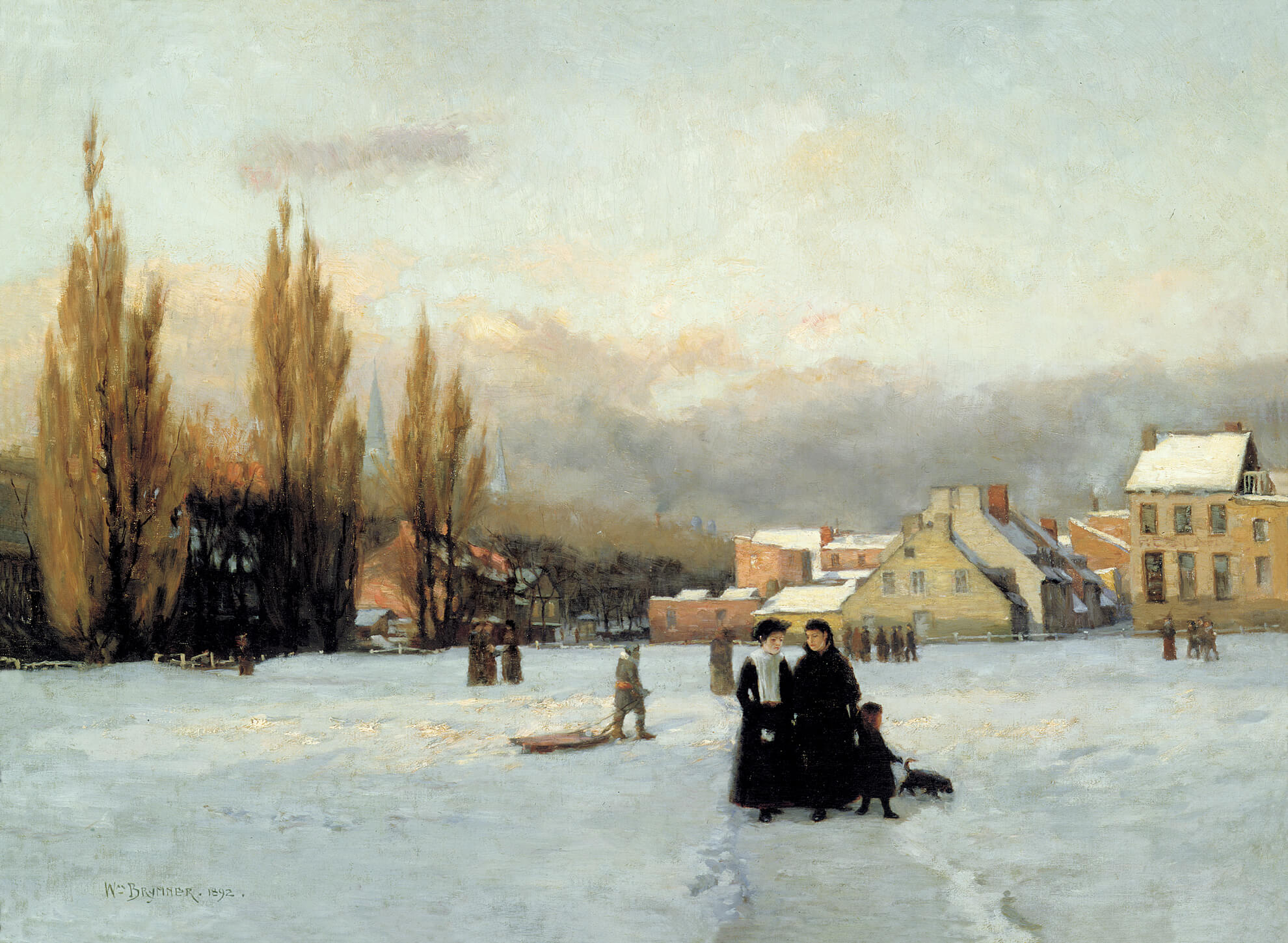
冬のル・シャン・ド・マルス
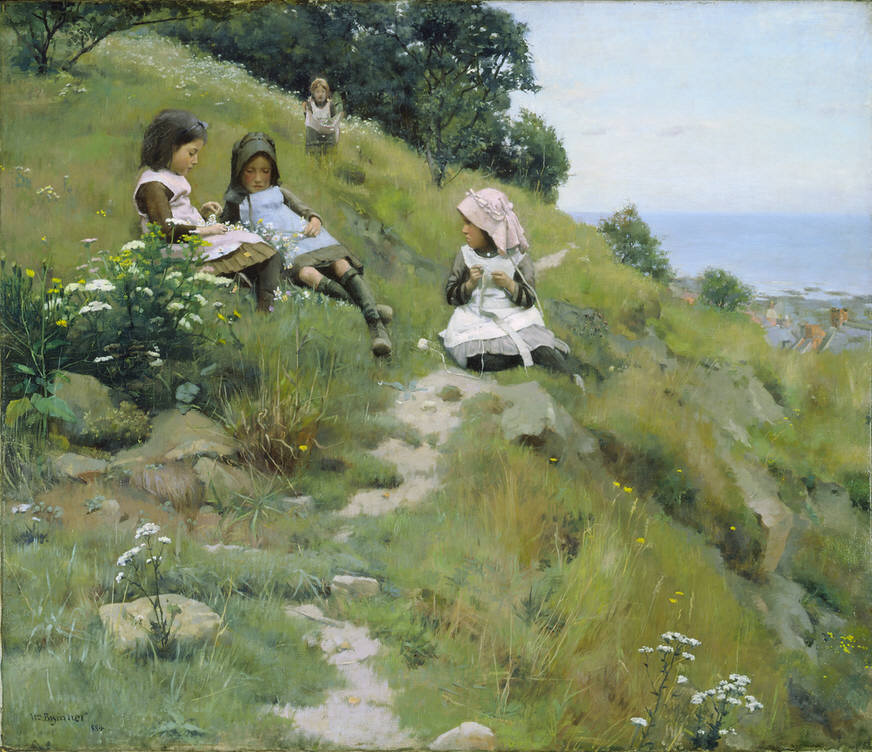
花の輪
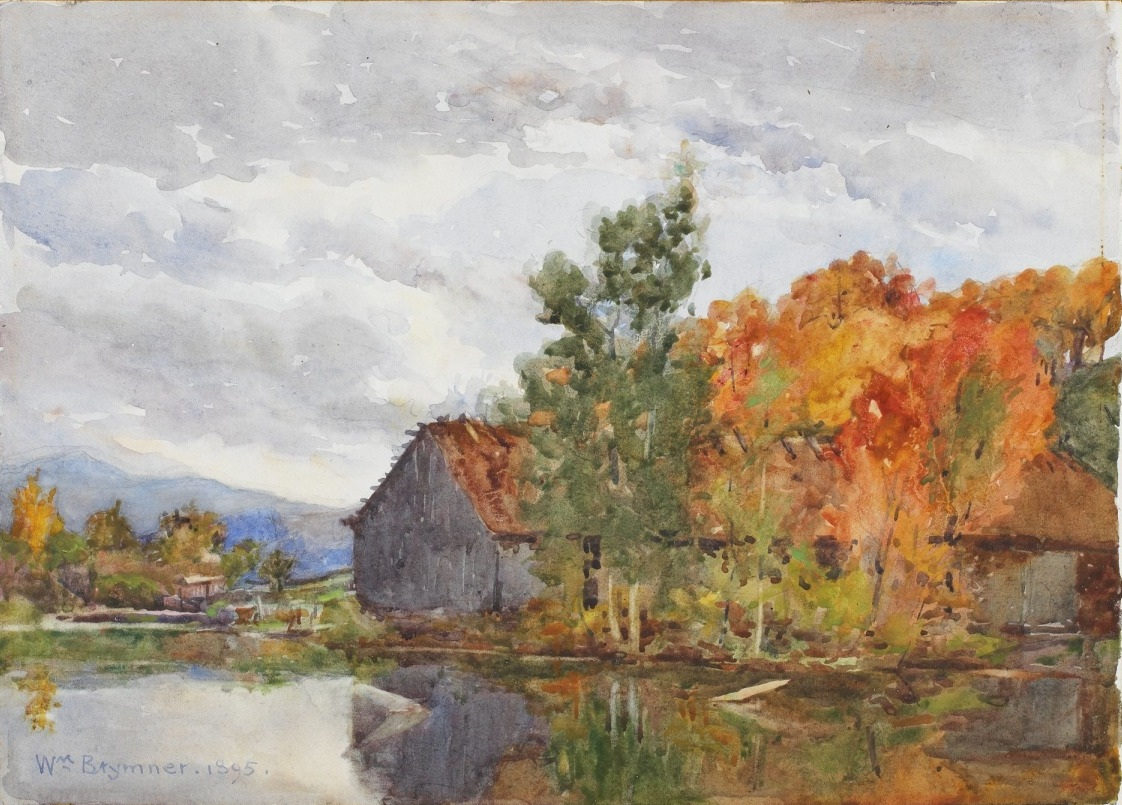
風景画
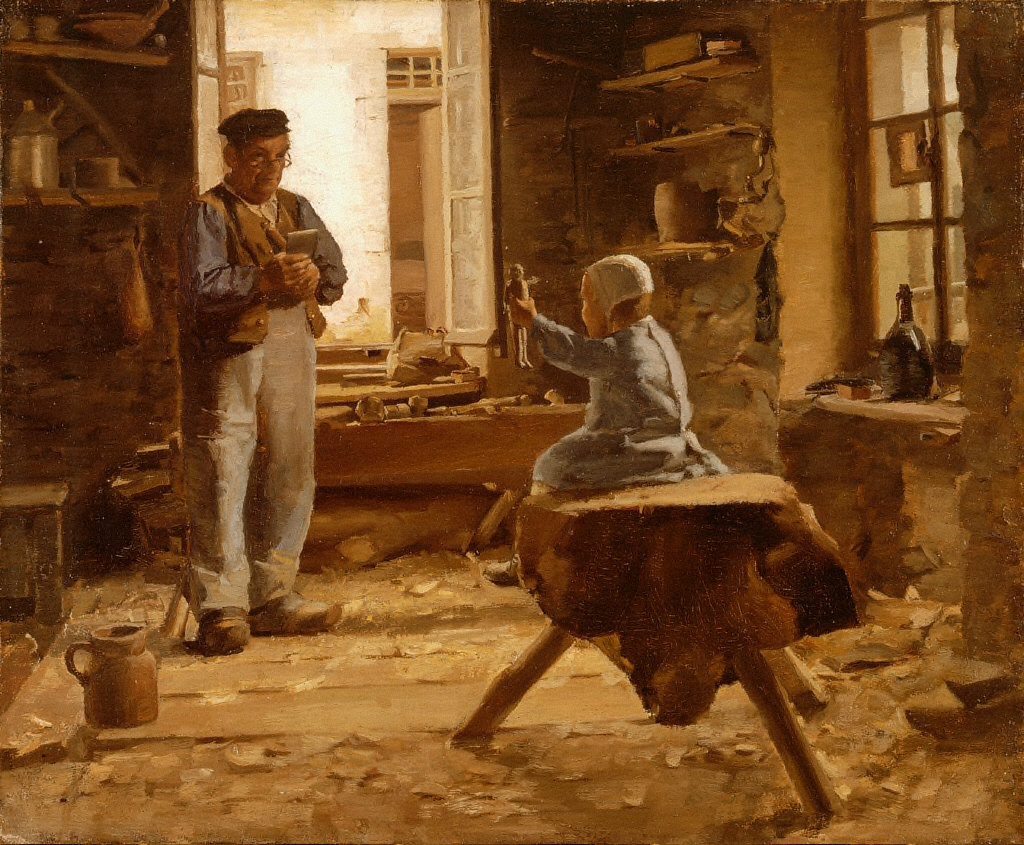
木靴職人と人形
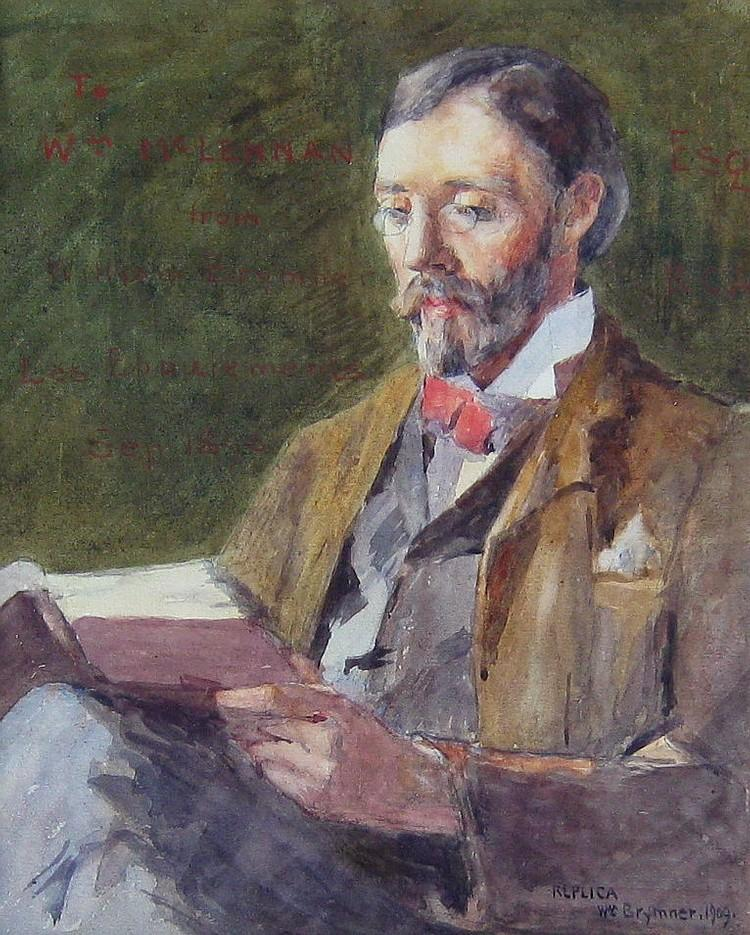
男性の肖像画
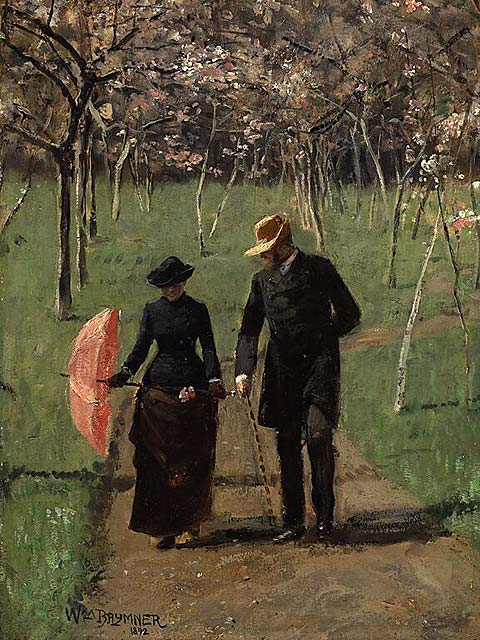
「果樹園で」
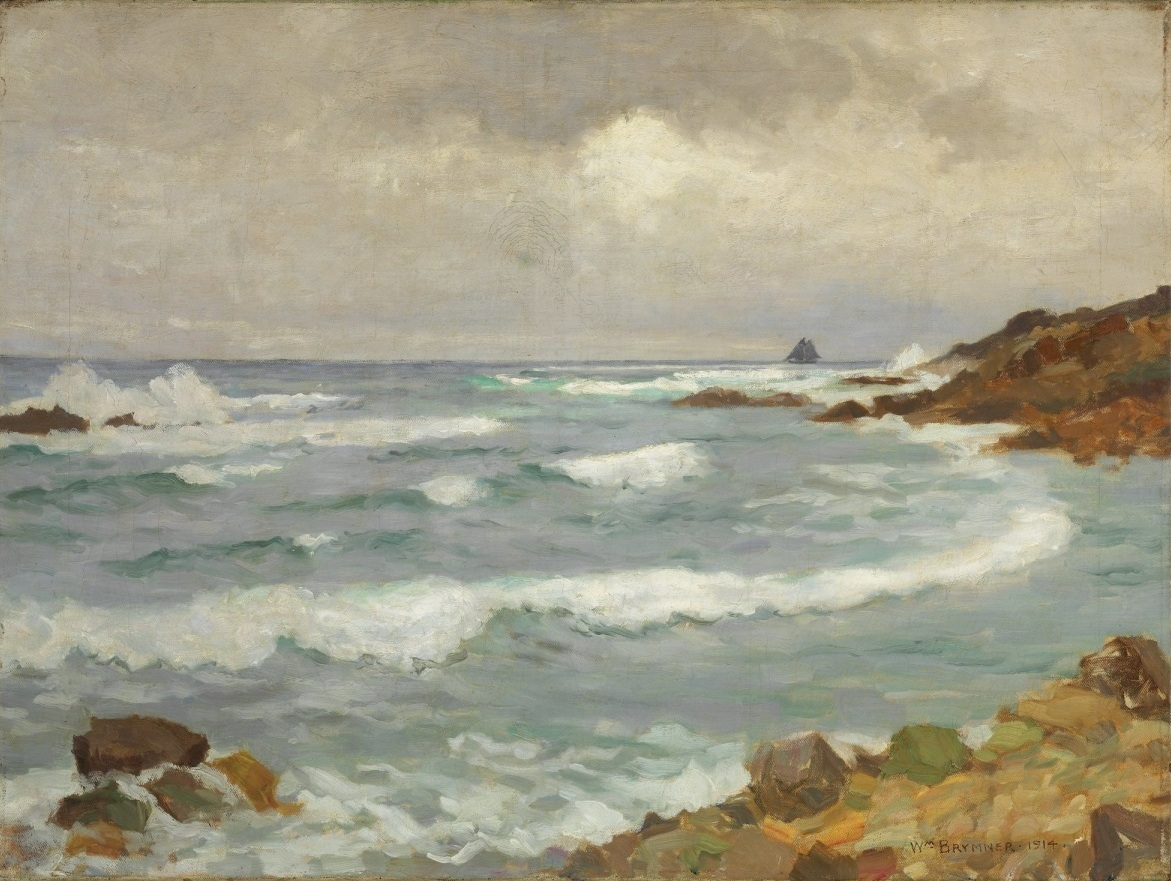
・ノバスコシア州ルイスバーグの海岸